# Live! Tonight! Sold Out!!
Albums de Nirvana
MTV Unplugged in New York
(1994)
Live! Tonight! Sold Out!! est un DVD musical du groupe américain de grunge Nirvana sorti le 15 novembre 1994 en VHS et le 7 novembre 2006 en DVD par DGC Records. Compilé en grande partie par Kurt Cobain, il a tout de même fallu l'intervention de Dave Grohl, Krist Novoselic et du réalisateur Kevin Kerslake pour venir à bout du projet, car Cobain est mort avant de terminer son travail.
La plupart des séquences en direct datent de 1991 et 1992, bien que la toute dernière séquence soit datée du 23 janvier 1993. Un message apparaît au début du film expliquant qu'en raison de la mort de Cobain, le travail reste inachevé.

## Les titres
- Introduction : Opening logos, setting the stage.
- Aneurysm (Part #1) : 11/25/91, Paradiso, Amsterdam, Pays-Bas
- Aneurysm (Part #2) : 01/23/93, Praça da Apoteose, Rio de Janeiro, Brésil
- About A Girl : 10/31/91, Paramount Theatre, Seattle, WA
- Dive : 01/23/93, Praça da Apoteose, Rio de Janeiro, Brésil
- Love Buzz (Part #1) : 10/19/91, Trees Club, Dallas, TX
- Love Buzz (Part #2) : 11/25/91, Paradiso, Amsterdam, Pays-Bas
- Interview : Headbangers Ball: A Big Buzz (??????)
- Breed : 10/31/91, Paramount Theatre, Seattle, WA
- The Top 10
- Smells Like Teen Spirit : 11/27/91, BBC Studios, Londres, UK
- Negative Creep : 02/22/92, Pink's Garage, Honolulu, HI
- Come As You Are : 11/25/91, Paradiso, Amsterdam, Pays-Bas
- Territorial Pissings' (Part #1) : 12/07/91, Channel 4 Studios, Londres
- Territorial Pissings (Part #2) : 11/25/91, Paradiso, Amsterdam, Pays-Bas
- The Chosen Rejects
- Something In The Way : 02/14/92, Kokusai Koryu Centre, Osaka, Japon
- Lithium : 08/30/92, Reading Festival, Reading, UK
- The songs
- Drain You: 11/25/91, Paradiso, Amsterdam, Pays-Bas
- Polly : 10/31/91, Paramount Theatre, Seattle, WA
- Sliver : 11/25/91, Paradiso, Amsterdam, Pays-bas
- On A Plain: 06/26/92, Roskilde Festival, Roskilde, Danemark
- Endless, Nameless : 10/31/91, Paramount Theatre, Seattle, WA
- Entre chaque extrait de concert, il y a des extraits d'interviews.
- La chanson du générique est Lounge Act.
- Bonus : Biographie et discographie du groupe.
- Après un blanc, apparaît un morceau-fantôme : On A Plain jouée pour la première fois par le groupe dans son local de répétitions.